# Shower
"Shower" é uma canção da cantora americana Becky G. Foi lançado em 23 de abril de 2014 pela Kemosabe Records e RCA Records. A música foi escrita pelo Dr. Luke, Cirkut e Rock City e foi produzida pelos dois primeiros. Seu videoclipe foi lançado em 30 de junho de 2014. "Shower" é o único single de G entre os 20 maiores primeiros nos Estados Unidos até hoje. A música é certificada em multi-platina pela Recording Industry Association of America (RIAA) por vender mais de 2 milhões de cópias no país. O remix oficial apresenta o rapper americano Tyga.

## Histórico e versão
"Shower" foi lançado para às lojas de download digital em 23 de abril de 2014. O áudio da música também foi publicado no YouTube e no VEVO no mesmo dia do seu lançamento.

## Composição
É composto na escala Ré maior a 120 batimentos por minuto. Segue a progressão de acordes de GD-Bm-A. Musicalmente, "Shower" é uma música pop adolescente e rap melódico. A faixa foi escrita pelo Dr. Luke, Cirkut e Rock City antes de ser apresentada a Gomez, que contribuiu para a ponte. Em termos líricos, é uma "faixa alegre sobre o primeiro amor". G disse: "Todos podem se identificar com a música, mesmo que você não entenda as letras".

## Vídeo musical
O vídeo foi lançado em 30 de junho de 2014 via VEVO, sendo carregado no YouTube no dia seguinte. Apresenta uma participação especial do rapper americano T. Mills. G explicou o conceito: "Queríamos capturar momentos que eu estava me sentindo bem, e eu pessoalmente quando me sinto bem é quando estou saindo com amigos ou aquela pessoa especial. É uma festa basicamente ..". A MTV descreveu as imagens como "despreocupadas". Até setembro de 2020, o videoclipe de "Shower" já tinha mais de 396 milhões de visualizações no YouTube.

## Análise da crítica
O BuzzFeed chamou a música de "Call Me Maybe" de 2014 e disse que é "meio horrível e você vai adorar". O Maximum Pop! comparou o single com o trabalho do parceiro de dueto anterior de G, Cher Lloyd, e o descreveu como "um futuro sucesso do pop". A revista Time disse que a música "é uma corrida de açúcar tão sazonalmente apropriada que é absurdo que a música não tenha sido uma candidata mais apropriada canção do verão".

## Desempenho nas tabelas musicais
"Shower" estreou no número 88 na parada da Billboard Hot 100 dos EUA antes de chegar ao número 16 nas paradas, tornando-a sua primeira entrada solo e a segunda geral depois de sua colaboração com Cher Lloyd em 2012. A música estreou no número 39 nas músicas rítmicas e 36 nas Canções Pop da Billboard na semana de 21 de junho de 2014. Também estreou no número 48 em Hot Digital Songs na semana que terminou em 28 de junho de 2014. Chegou ao número 1 no Gráfico de Heatseekers dos EUA.
| Tabela musical (2014)                      | Melhor posição |
| ------------------------------------------ | -------------- |
| Alemanha (Media Control Charts)            | 65             |
| Austrália (ARIA)                           | 12             |
| Bélgica (Ultratop 50 de Flanders)          | 31             |
| Canadá (Canadian Hot 100)                  | 38             |
| Canadá (Hot AC)                            | 49             |
| Eslováquia (Singles Digitál Top 100)       | 11             |
| Estados Unidos (Billboard 100)             | 16             |
| Estados Unidos (Pop Songs)                 | 17             |
| Estados Unidos (Rap Songs)                 | 2              |
| Estados Unidos (Billboard Latin Pop Songs) | 36             |
| Índia (Saavn Weekly Top Songs)             | 12             |
| Irlanda (Top 100 Singles)                  | 45             |
| Israel (Media Forest TV Airplay)           | 8              |
| Nova Zelândia (NZ Top 40 Singles Chart)    | 27             |
| Noruega (VG-lista)                         | 6              |
| Portugal (AFP)                             | 40             |
| Países Baixos (Mega Single Top 100)        | 9              |
| República Checa (Singles Digitál Top 100)  | 7              |
| Reino Unido (UK Singles Chart)             | 80             |
| Suécia (Sverigetopplistan)                 | 11             |
| Ucrânia (FDR Top 40)                       | 1              |

| Tabela musical (2014)                    | Melhor posição |
| ---------------------------------------- | -------------- |
| Austrália (ARIA)                         | 63             |
| Estados Unidos (Billboard Hot 100)       | 69             |
| Estados Unidos (Billboard Hot Rap Songs) | 8              |
| Países Baixos (Dutch Top 40)             | 25             |
| Países Baixos (Single Top 100)           | 32             |
| Suécia (Sverigetopplistan)               | 51             |

## Certificações
| Região | Certificação | Vendas/distribuição |
| --- | ------------ | ------------------- |
| Austrália (ARIA) | 2× Platina   | 140,000^            |
| Canadá (Music Canada) | Platina      | 80,000^             |
| Dinamarca (IFPI Dinamarca) | Platina      | 2,600,000^          |
| Espanha (PROMUSICAE) | Ouro         | 4,000,000^          |
| Estados Unidos (RIAA) | 2× Platina   | 2,000,000‡          |
| Itália (FIMI) | Ouro         | 25,000‡             |
| Noruega (IFPI Noruega) | Platina      | 20,000*             |
| Nova Zelândia (RMNZ) | Ouro         | 7,500*              |
| Países Baixos (NVPI) | 3× Platina   | 120,000^            |
| Reino Unido (BPI) | Prata        | 600,000‡            |
| Suécia (GLF) | 2× Platina   | 80,000^             |
| *vendas baseadas apenas na certificação ^distribuições baseadas apenas na certificação ‡vendas+valores de streaming baseados apenas na certificação |              |                     |